# Unió de Nacions Sud-americanes
La Unió de Nacions Sud-americanes és una unió intergovernamental que havia d'integrar dues unions duaneres existents: el Mercosur i la Comunitat Andina de Nacions (CAN), com a part del procés d'integració sud-americana, basant-se en el model de la Unió Europea.
El tractat constitutiu de l'UNASUR fou signat el 23 de maig del 2008, a la tercera cimera de caps d'estat, que va tenir lloc a Brasília, la capital del Brasil, i fou signat per tots els estats independents de l'Amèrica del Sud (en queden fora els territoris dependents de la Guaiana Francesa, les illes Malvines i les illes Geòrgia del Sud i Sandwich del Sud). Segons el tractat, la seu de l'organització serà a Quito (Equador), el Parlament Sud-americà es reunirà a Cochabamba (Bolívia) i el banc central, anomenat Banc del Sud, tindrà la seu a Caracas (Veneçuela).
El Tractat va fer-se efectiu el març de 2011 i, el setembre, tots dotze països ja n'eren membres de ple dret. Però, les discrepàncies entre el bloc d'esquerres, encapçalats per Bolívia i Veneçuela i els capitalistes (Colòmbia, Argentina o Brasil), van provocar una desbandada d'aquests últims entre 2018 i 2020. Des de llavors, només Bolívia, Veneçuela, Guyana i Surinam són membres actius de la Unió.
Aquest grup es deia originàriament Comunitat Sud-americana de Nacions, terme que es va deixar d'utilitzar a partir de la primera cimera energètica sud-americana, del 16 d'abril del 2007. El nom oficial en castellà és Unión de Naciones Suramericanas (UNASUR); en portuguès, União de Nações Sul-Americanas (UNASUL); en anglès, Union of South American Nations (USAN) i en neerlandès, Unie van Zuid-Amerikaanse Naties (UZAN). Aquest quatre són els idiomes oficials de l'organització.

## Història
Durant la tercera cimera sud-americana, el 8 de desembre del 2004, els presidents o representants de dotze estats sud-americans van signar la Declaració de Cusco, anunciant la seva intenció de fundar una Comunitat Sud-Americana. Panamà i Mèxic van assistir a la cerimònia com a observadors.
Els líders van anunciar la seva intenció de crear la nova comunitat segons el model de la Unió Europea, amb un parlament i un passaport comuns i una moneda única per a la regió. Segons Allan Wagner Tizón, en aquell moment secretari general de la Comunitat Andina de Nacions, una unió similar a l'europea seria possible cap al 2019.
A la primera cimera de caps d'estat de la Comunitat Sud-Americana de Nacions, tinguda a Brasília el 29 i 30 de setembre del 2005, es va decidir la mecànica de la nova institució, amb reunions anuals dels presidents de cada estat membre i dues reunions l'any dels ministres d'afers estrangers. S'havia d'elegir un secretari general i fer diverses reunions ministerials sectorials per desenvolupar els mecanismes d'unió entre el Mercosur i la CAN, i comissions especials per avançar en el procés d'integració sud-americana. La presidència temporal ha de recaure en cadascun dels estats membres, que s'aniran canviant anualment de manera rotatòria.

## Objectius
L'UNASUR va planejar eliminar les tarifes dels productes no sensibles el 2014 i de la resta del productes el 2019, per tal de crear un mercat únic.
Hi ha una inicitativa per a la integració d'infraestructures, que té el suport del Banc Interamericà de Desenvolupament i de la Corporació Andina de Foment. S'ha previst de construir una Autopista Interoceànica, que ha d'unir el Perú i Xile amb el Brasil i l'Argentina, i dur a terme l'anomenada Anella Energètica Sud-americana, per a l'abastiment comú de gas natural.
El lliure moviment de persones s'ha traduït en la signatura d'un acord el 24 de novembre del 2006 segons el qual els ciutadans sud-americans podien viatjar lliurement a qualsevol país de la unió sense necessitat de visat, sempre que es tractés d'una estada de menys de 90 dies.
Pel que fa al desenvolupament econòmic, el desembre del 2007 es va instituir a la reunió de Buenos Aires el Banc Sud-americà, anomenat Banc del Sud. El banc ha de finançar projectes de desenvolupament econòmic per millorar la competitivitat local i promoure el desenvolupament científic i tecnològic dels estats membres, per reforçar la integració sud-americana, reduir les asimetries existents i promoure la distribució igualitària de les inversions. Vol ser una institució de crèdit semblant al Banc Mundial o el BIRD. Xile i Colòmbia van participar en la reunió inicial però van decidir no unir-se al projecte.
Veneçuela i el Brasil han impulsat un Consell Sud-americà de Defensa, que hauria de servir com a mecanisme per a la seguretat de la regió. La proposta està en discussió entre els diversos estats membres; Colòmbia, que en un primer moment s'hi havia mostrat reticent, va decidir integrar-s'hi el 20 de juliol del 2008.

## UNASUR comparada amb altres blocs
Amb dades del Banc Mundial, PIB PPP 2004

## Estats membres
Dotze països van signar el Tractat constitutiu el 23 de maig de 2008 a Brasília:
| Membres de la Comunitat Andina de Nacions:¹ - Bolívia - Colòmbia - Equador - Perú | Membres del Mercosur:² - Argentina - Brasil - Paraguai - Uruguai | Altres estats membres: - Guyana³ - Surinam³ - Veneçuela - Xile¹ ² |

¹ Aquests estats són considerats també membres associats del Mercosur

² Aquests estats són considerats també membres associats de la Comunitat Andina de Nacions.

³ Guyana i Surinam no s'uniran immediatament a la UNASUR, ja que des del 2006 formen part de la Comunitat del Carib (CARICOM), la qual ja té un procés avançat d'integració. Podria ser que continuessin com a membres associats.

Unió de Nacions Sud-americanes:
Estats membres
Membres suspesos
Antics membres

El Tractat Constitutiu establia que Unasur requeria un mínim de nou estats membres per tenir valor efectiu. El novè parlament nacional en ratificar l'adhesió va ser l'uruguaià, el desembre de 2010. L'entrada en vigor del Tractat va ser l'11 de març de 2011 i els tres països restants s'incorporaren en els mesos següents:
- 11-03-2011. Estats adherits: Argentina, Bolívia, Equador, Guyana, Perú, Surinam, Uruguai, Veneçuela, Xile.[23]
- 19-03-2011. Adhesió de Colòmbia.[23]
- 15-08-2011. Adhesió del Brasil.[24]
- 10-09-2011. Adhesió del Paraguai.[25]

Arran de la crisi política de juny de 2012 al Paraguai, que va desembocar en la destitució de Fernando Lugo en un moviment qualificat com a cop d'estat intern, l'Unasur va decidir per unanimitat la suspensió del país guaraní, que s'allargà fins a l'agost de 2013
Entre 2017 i 2018 es van produir diverses desavinences entre els països membres. Veneçuela, Bolívia i Surinam (tots tres membres d'ALBA) van bloquejar l'elecció de l'argentí José Octavio Bordón per ser el nou Secretari General. Nicolás Maduro no va ser convidat a assistir a la conferència de caps d'estat de febrer de 2018. Per acabar, l'elecció d'Evo Morales com a President pro tempore d'Unasur va causar malestar entre els països més rics del bloc. Tres dies després, el 20 d'abril de 2018, Argentina, Brasil, Colòmbia, Paraguai, Xile i Perú van anunciar la seva suspensió voluntària com a membres de l'organització. El Perú encara segueix en estat de suspensió, mentre que els altres cinc, als que es va afegir l'Equador, van anar confirmant la baixa definitiva entre 2019 i 2020. El cisme va provocar també que els càrrecs de President pro tempore i Secretari General es trobin vacants.
En l'actualitat, els membres de la Unió de Nacions Sud-americanes són:
| Membres: - Bolívia - Guyana - Surinam - Veneçuela | En suspensió - Perú | Observadors: - Mèxic - Panamà |